# Колос Добра
Колос Добра́ — село в Україні, в Арбузинській селищній громаді Первомайського району Миколаївської області. Населення становить 15 осіб.